# 笠取山分屯基地
笠取山分屯基地（かさとりやまぶんとんきち、JASDF Kasatoriyama Sub Base）是日本航空自衛隊入間基地的分屯基地，位于三重县津市 (日本)榊原町4183-12，駐有第1警戒群。
分屯基地司令同时兼职第1警戒群司令。

## 配置部隊
中部航空方面隊隷下
- （中部航空警戒管制团）
  - 第1警戒群

## 沿革
- 1955年7月 美軍开始基地建设
- 1956年11月 東部訓練航空警戒群第3警戒隊第1中隊編成
- 1958年 从美軍手中接管基地的运作
- 1961年7月 随着重组为中部航空警戒管制团而改称为第1警戒群
- 2008年5月 J/FPS-3雷达改建为J／FPS-3A，而拥有BMD应对能力[1]